# Bertil Svahnström
Bertil Gustav Salomon Svahnström, född 18 augusti 1907 i Byarum, Jönköpings län, död 16 juli 1972 i Stockholm, var en svensk journalist och författare. Han var under den senare delen av sitt liv aktiv som kärnvapenmotståndare och pacifist.

## Biografi
Bertil Svahnström tog studenten som privatist 1927, studerade vid Stockholms högskola 1927–1928 och vid Berlins universitet 1931–1933. Från 1928 till 1936 var han anställd vid Tidningarnas telegrambyrå (TT), därav vid Berlinredaktionen 1931–1934. Från 1936 till 1938 var han vid Svenska Dagbladets Londonredaktion och därefter till 1940 vid dess Berlinredaktion. Från 1940 till 1957 var han vid Stockholms-Tidningen, därav i Berlin 1940–1942, i Helsingfors 1943–1944 och i Paris 1946–1957. Han var utrikesredaktör vid Morgonbladet från 1957 fram till nedläggningen året efter. Från 1959 var han riksdagsstenograf. 
Under sin tid som utrikeskorrespondent var han ordförande i Verein der ausländischen Presse zu Berlin 1941–1943 och i Association de la Presse Étrangère i Paris 1956–1957.
Svahnström blev känd för sitt arbete mot kärnvapen. Han var 1958 en av grundarna av Aktionsgruppen mot svensk atombomb (AMSA) och var kandidat till riksdagen 1960 för det kortlivade partiet Framstegsunionen, som hade kärnvapenmotståndet som sin huvudfråga. Då AMSA blev mindre aktivt, startade Svahnström 1961 Kampanjen mot atomvapen (KMA), vars ordförande han blev. Åren 1959–1967 var han redaktör för Svenska freds- och skiljedomsföreningens tidning Freden. År 1965 var han tillsammans med andra kärnvapenmotståndare aktiv i Svenska Vietnamkommittén, och var 1967 med och arrangerade en internationell konferens om Vietnam i Stockholm.[källa behövs]
Svahnström tilldelades 1965 Eldh-Ekblads fredspris och 1970 det sovjetiska Lenins fredspris.
Svahnström var son till handlanden Gustaf Svahnström och hans hustru Esther, född Ekendahl. Han var gift tre gånger, 1932–1942 med Wera Schreuder, 1944–1956 med Karin Greta ”Kajsa” Ahlbom (född 1922) och från 1964 med Ulla Litborn (född 1946). Bertil Svahnström är begravd på Skogskyrkogården i Stockholm.